# Rachel Berry
Rachel Barbra Berry es un personaje de ficción y de hecho la protagonista de la serie de comedia estadounidense Glee. El personaje es interpretado por la  actriz Lea Michele, y ha aparecido en Glee desde su episodio piloto, emitido el 19 de mayo de 2009 en Estados Unidos. Rachel fue desarrollado por los creadores de Glee Ryan Murphy, Brad Falchuk e Ian Brennan. Ella es la estrella del Glee Club, llamado New Directions, de la secundaria William McKinley en  Lima, Ohio, donde la serie es filmada. Sus historias han visto sufrir la alineación de sus compañeros debido a sus ambiciones por participar en Broadway, y desarrollado relaciones con Jesse St. James (Jonathan Groff), un miembro del equipo rival de New Directions, Vocal Adrenaline, pero sobre todo por el mariscal de campo y cocapitán de New Directions, Finn Hudson (Cory Monteith).
Rachel es fuerte e impulsada, pero algo neurótica, explicando que Glee muestra el viaje de Rachel de querer ser más que un jugador de equipo, para poder realizar sus propias aspiraciones. Al principio, ella no quiere, enamorarse, para no tener "distracciones" en su viaje a la fama, pero luego se enamora del Quarterback, de su escuela secundaria Finn Hudson . En 2010, Michele fue nominada en los Premios Primetime Emmy en la categoría a mejor actriz de serie de comedia y, en 2010 y 2011 en los Premios Globo de Oro en la categoría a mejor actriz en serie de televisión de comedio o musical por su actuación en Glee. Rachel ha recibido críticas en gran parte positivas de parte de los críticos, con Maureen Ryan del Chicago Tribune alabando a Michele, sin embargo Raimundo Flandez de The Wall Street Journal la describió como "insoportable". Varias canciones realizadas por Michele interpretando a Rachel han sido lanzados como sencillos, disponibles para su descarga, y a la vez disponen de álbumes de la banda sonora de la serie.

## Voz
Rachel es la protagonista del programa, es el miembro del elenco que más solos ha cantado y participado en duetos y números grupales. Es conocida como el personaje de las notas altas y prolongadas, y aquel que ha versionado la mayor cantidad de canciones de provenientes de distintos musicales, en particular una gran cantidad de canciones de Barbra Streisand, siendo el musical Funny Girl el preferido y referente musical de Rachel. A menudo, ha sido considerada por su voz y sus capacidades vocales, como la sucesora de Barbra Streisand y Céline Dion, sus dos ídolos. 
Su nota más alta alcanzada en studio y en vivo, ha sido hasta ahora en el final del mashup "Halo/Walking on Sunshine" realizado para Glee , en el cual sostiene durante 10 segundos un A5. Tras el estreno y presentación de su segundo solo "Take A Bow" durante el segundo capítulo de la serie, Raymund Flandez de The Wall Street Journal escribió que la interpretación de Rachel de "Take a Bow" fue uno de los mejores momentos del episodio, opinando que «Puede quitarle el aliento a cualquiera».
Tras el estreno de la canción original cantada por ella, Get It Right, Brian Voerding de AOL Radio Blog escribió «La voz de Michele es la más versátil del elenco, caminando con confianza a través de gruñidos y susurros, proclamas y vacilantes gritos».[cita requerida]

## Tramas

### Primera temporada
Rachel es la hija de una pareja homosexual interracial, y es judía. Sus padres la llamaron Rachel por Rachel Green, personaje de Friends. Se unió al reconstituido glee club, con la esperanza de que su popularidad aumentase, y así encontrar un novio. Ella sufre de acoso escolar por parte de los miembros de los equipos de animadores y rugby, pero se siente contenta cuando el quarterback Finn Hudson se une al club, desarrollando un amor por él. Ambos se besan en el episodio "Showmance", aunque Finn le dice que olvide lo sucedido y continúa con su novia, la líder de los animadores, Quinn Fabray (Dianna Agron). Rachel abandona el club cuando no se le da un solo que ella quería, y se le da en rol principal en el musical de la escuela, Cabaret. Sin embargo, más tarde, renuncia al musical y se vuelve a unir al glee club cuando se da cuenta de que prefiere estar en un grupo en el que tiene amigos. Rachel tuvo una corta relación con otro miembro del glee club, Noah "Puck" Puckerman (Mark Salling), que también es judío, y es un jugador de fútbol que solía tirarla granizados, pero ella rompe con él debido a sus sentimientos hacia Finn. Más tarde descubre y revela a Finn que el embarazo de Quinn no lo causa él, sino que Puck es el padre; furioso, Finn ataca a Puck y rompe con Quinn, y abandona el glee club. Vuelve el día del primer concurso oficial del grupo, la semifinal, para deshacer el sabotaje de la entrenadora de animadores Sue Sylvester (Jane Lynch); el grupo hace una lista de canciones completamente nueva, en la que Rachel abre con un solo de Don't Rain on My Parade, y Nuevas Iniciativas gana unánimemente.
Por un corto período Rachel cree que está saliendo con Finn, pero él le dice a ella que necesita tiempo. Finn cambia de parecer poco después, pero Rachel ya había empezado a salir con Jesse St. James (Jonathan Groff), el cantante principal del grupo rival, Vocal Adrenaline. El resto del club presiona a Rachel para romper con Jesse, pero él cambia de instituto para ir al William McKinley y se une a Nuevas Iniciativas, lo que elimina las preocupaciones del grupo. Rachel le dice a Jesse que su sueño es encontrar a su madre biológica, y él se ofrece para ayudarla en dicha tarea. Sin embargo, él ya sabe quién es: la directora de Vocal Adrenaline Shelby Corcoran (Idina Menzel), que le pidió a Jesse que se hiciera amigo de Rachel para poder contactar con su hija, con quien no puede contactar hasta que Rachel cumpla dieciocho años. Cuando Rachel descubre que Shelby es su madre, ambas deciden no tener una relación íntima. Jesse traiciona a Rachel y vuelve a Vocal Adrenaline, dejándola devastada. En el episodio Journey to Regionals, cuando Finn y Rachel están a punto de subir al escenario, Finn le dice que la quiere; aunque pierden la competición contra Vocal Adrenaline, se convierten en pareja.

### Segunda temporada
Cuando el club necesita reclutar nuevos miembros para lograr el mínimo de doce para participar en las competiciones, Rachel inicialmente invitó a Sunshine Corazón (Charice) a hacerlo, pero cuando se da cuenta de lo buena que es Sunshine, sabotea la audición, mandándola a un fumadero en lugar del lugar real de la audición; Sunshine termina transferiéndose al Carmel High y uniéndose a Vocal Adrenaline. Aunque este hecho y la expulsión de Finn del equipo de rugby ponen a prueba la relación, se mantiene bastante fuerte en el comienzo de la temporada; ambos trabajan juntos para perder a propósito la competición de duetos, y así el nuevo en el grupo, Sam Evans (Chord Overstreet) gana en su lugar. Rachel descubre que Finn se acostó con la animadora Santana Lopez (Naya Rivera) el año pasado, mientras Rachel salía con Jesse, y que le mintió acerca de este hecho, aunque Rachel también mintió y dijo que se acostó con Jesse cuando no lo hizo; herida, se enrolló con Puck para herir a Finn; este engaño hace que Finn rompa con Rachel. Rachel trata de ganar su confianza otra vez, pero Finn vuelve a sentir cosas por Quinn y empieza a salir con ella. Herida cuando Quinn le dijo que ambos habían vuelto a salir juntos, Rachel escribe una canción para el concurso estatal, Get It Right, y cuando Nuevas Iniciativas gana, es nombrada MVP del club.
Justo antes del baile, Jesse vuelve, habiendo salido de la universidad sin recibir un título, y Rachel le invita a ir al baile con ella, Sam y Mercedes (Amber Riley). Jesse y Finn son expulsados del baile cuando Finn tiene una pelea con Jesse por la forma en la que Rachel miraba a Finn en la pista de baile, lo cual hace que las campañas de Finn y Quinn para ser reyes del baile terminen. Finalmente, Finn rompe con Quinn cuando se da cuenta de que tiene una conexión más profunda con Rachel, a pesar del hecho de que Jesse y ella son pareja de nuevo. En el Nacional, cuando Nuevas Iniciativas está a punto de subir al escenario, Finn le suplica a Rachel para volver con él, pero aunque le demuestra su amor, ella le rechaza, todavía dividida entre su amor por Nueva York y Broadway y su amor por él. Al final de su dueto—Pretending, escrita por Finn—, una entusiasta audiencia permanece en silencio cuando Rachel y Finn tienen un largo e improvisado beso. El club terminó en duodécimo puesto. De vuelta en Ohio, Finn le recuerda a Rachel de que todavía tiene un año antes de graduarse y mudarse a Nueva York; él la besa, y su relación se consolida de nuevo.

### Tercera temporada
Rachel, junto a Kurt, planea asistir a un colegio de arte dramática en Nueva York tras graduarse. La orientadora del WMHS, Emma Pillsbury (Jayma Mays), sugiere que deberían considerar la Escuela de Arte Dramático de Nueva York (EADNY, en inglés, NYADA, New York Academy of Dramatic Arts), una escuela de alto nivel. Ambos asisten a un club de Ohio para solicitantes a la EADNY, para descubrir que su competencia es muy parecida a ellos, y con mucho talento. Rachel propone que el McKinley haga el musical West Side Story, ya que ella cree que está destinada a interpretar el rol protagonista, Maria, y necesita la experiencia para su solicitud a la EADNY. Sin embargo, Mercedes también hace una audición para el papel de Maria, y los directores, incapaces de decidir entre una u otra, deciden convertir el musical en un doble cast, dándoles a Rachel y Mercedes una semana a cada una del show que dura dos semanas. Mercedes, creyendo que lo hizo mejor que Rachel, renuncia a aceptar el doble cast y abandona el musical, dejando a Rachel como Maria. Finn y ella deciden tener sexo en el episodio The First Time. En el episodio Mash Off, Rachel abandona su candidatura a ser delegada en favor de Kurt cuando se da cuenta de que Kurt podría no entrar en la EADNY con ella si no gana. Incluso va más allá en el siguiente episodio, I Kissed a Girl cuando sabotea las elecciones en favor de Kurt para obtener su victoria. Kurt pierde de todas formas, y ella confiesa, siendo expulsada una semana del colegio y prohibida a competir en la eliminatoria con Nuevas Iniciativas, aunque el club gana sin ella. Al final del episodio Yes/No, Finn le pide matrimonio, y tras pensárselo varios días, acepta. Sus padres lo averiguan en el episodio Heart, y quieren destruir la pareja, pero sus planes salen mal y la boda se adelanta a mayo. Incluso esa fecha se ve distante para ellos, así que Rachel y Finn deciden casarse tras ganar el estatal en On My Way.

### Cuarta temporada
Ahora Rachel está separada de Finn y adaptándose a una nueva vida en Nueva York, donde concurre a NYADA. Debe enfrentarse a su profesora Cassandra July, que no deja de subestimarla. En medio de todos estos problemas aparece Brody Weston, que se convierte en su nuevo interés amoroso después de que rompiera con Finn en Break Up (episodio 4x04).
Es invitada al show de invierno de NYADA, un evento muy selecto, donde solo se invitan los mejores alumnos de NYADA. Después de ser intimidada por Cassandra y ver que no era tan buena bailarina como ella, pero que sí es mejor cantante, decide interpretar las canciones Being Good Isn't Good Enough y O Holy Night, con las cuales es la ganadora del show de invierno. Comienza una relación con Brody y él se muda al departamento de Rachel y Kurt.

### Quinta temporada
Rachel Berry estará a punto de cumplir su sueño en Brodway como ha soñado literalmente toda su vida, pero tendrá obstáculos. Su exnovio Finn Hudson muere y está desconsolada. Días antes habían hablado y él le dijo que cantara "don't stop believing" para su audición, para el papel de "Funny girl", porque era una canción muy significativa, ya que fue la primera canción cantada en el Glee Club. Esta canción fue tan emotiva que la dejó finalista. Rachel poco a poco intentará recuperarse de la pérdida de su gran amor. Cuando ya tiene su papel de "Funny girl" y está en busca de una suplente, aparece Santana haciendo dicha audición y cantando "Don't rain on my parade" y ella intentara robarle el papel a Berry. Esto libera una lucha campal entre ambas. Y por esto Rachel deja su apartamento. Cuando su sueño está casi cumplido, Berry decide que quiere actuar en TV y deja un show de "Funny girl", en el cual fue un despido horrible para hacer un TV Show llamado: "That's so Rachel".

### Sexta temporada
El inicio de la temporada empieza por el fracaso de Berry en el TV show That's so Rachel ya que nadie lo vio. Ella también esta horrororizada por ello.  Berry llega a su hogar y descubre que sus padres se están divorciando y van a vender su casa de la infancia seguido va a batallar por el glee club que en ese momento es un salón de informática y tratara de luchar contra la entrenadora Sue Sylvester para mantener en pie el club glee, al principio tiene una relación con Sam Evans porque Sue Sylvester lo hipnotizo, Ella se convierte en la directora del coro que gana las seleccionales.En el episodio Dreams come true se revela que Rachel está embarazada y ese hijo se lo dará a Kurt y Blaine. También de que está casada con su antiguo novio Jesse St James.en ese mismo capítulo Rachel gana un Premio Tony.Y la última canción que canto fue I Lived junto a todos los miembros de New Directions

## Desarrollo
Rachel es interpretada por Lea Michele, y de niña ha sido interpretada por Lauren Boles.  Al elegir a Glee, el creador de la serie Ryan Murphy buscó actores que pudieran identificarse con la prisa de protagonizar papeles teatrales. En lugar de utilizar los casting tradicionales, pasó tres meses en Broadway, donde encontró a Lea Michele, que protagonizó Spring Awakening. El papel de Rachel fue escrito específicamente para Michele. En una entrevista con The Washington Post, Michele comentó sobre su casting, diciendo: "Me quedé un poco metida en esto: este es uno de los primeros trabajos de televisión que he tenido. Por supuesto, poder cantar ayuda a dar un sentido de la comodidad. El personaje que estoy interpretando es realmente sociable: actúa en su vida cotidiana como si estuviera actuando frente a una gran audiencia".
En diciembre de 2010, Ryan Murphy anunció que el elenco de Glee sería reemplazado al final de la temporada 3 para coincidir con su graduación. Murphy dijo: "Cada año vamos a poblar un nuevo grupo. No hay nada más deprimente que un estudiante de secundaria se gradue". También reveló que algunos de los actores originales saldrán ya en 2012, "Creo que debes ser fiel al hecho de que aquí hay un grupo de personas que van y vienen en la vida de estos maestros". Murphy dijo en julio de 2011, Michele sería uno de los actores que se iría al final de la tercera temporada, y Michele comentó sobre el asunto, diciendo: "Siempre supimos que nos graduaríamos en tiempo real. Todo es parte del plan. y todo está bien! ¡Hará que la temporada 3 sea increíble! ¡Esto es solo el comienzo!". Sin embargo, Falchuk declaró más tarde que, mientras que Michele, junto con Chris Colfer y Cory Monteith, se graduarán al final de la tercera temporada, "Debido a que se están graduando no significa que están dejando el programa". Falchuk insistió: "Nunca fue nuestro plan o nuestra intención dejarlos ir ... No han terminado con el espectáculo después de esta temporada".

## Recepción

### Críticas
Varias canciones interpretadas por Michele como Rachel han sido lanzadas como sencillos disponibles para su descarga digital, también presentando en las bandas sonoras Glee: The Music, Volume 1 y Glee: The Music, Volume 2. Rachel recibió críticas positivas de parte de los críticos. El papel de Michele fue nominada para el Premio Primetime Emmy por Mejor Actriz Protagónica en una Serie de Comedia en la ceremonia de 2010, que se realizó el 29 de agosto; y para el Golden Globe Award a la Mejor Actriz - Serie de Televisión Musical o Comedia en los Globos de Oro 2010. Robert A. George, del New York Post, ha considerado a Rachel "la única mujer [en Glee] que no se muestra manipuladora o impotente", mientras que Maureen Ryan, del Chicago Tribune, escribió: "Lea Michele no solo tiene una voz increíble pero logra hacer de su personaje, la consentida diva Rachel Berry, más que un estereotipo sin sentido del humor ". Denise Martin de Los Angeles Times comentó en su crítica del episodio" The Rhodes Not Taken "," Si hay alguna justicia en el mundo, Lea Michele ganará un Golden Globe y un Emmy por interpretar a Rachel".
Tras el episodio "Hairography" en el que Rachel está mal vista por Kurt, Mike Hale de The New York Times señaló un tema popular entre los críticos por resaltar negativamente la forma en que Glee trata a sus personajes femeninos. Dijo que aunque entendía esta postura, generalmente no estaba de acuerdo con ella, ya que el programa trata a los personajes masculinos igualmente mal. Sin embargo, escribió que "fue demasiado cuando Finn miró a Rachel con su cabello ajustado y rizado dijo que parecía una 'prostituta triste payaso'. Vamos. Ella se veía fantástica". Korbi Ghosh de Zap2it ha considerado el punto culminante de Rachel en el espectáculo de Finn y Puck, comentando:" cuando vimos a Rachel enamorarse de ellos, ella era realmente relatable. Incluso agradable. Un sabelotodo de gran talento e involucrado en sí mismo, que por lo general aliena a sus compañeros de clase, la vigila para exponer un lado vulnerable. Y, como beneficio adicional, conseguimos algunas actuaciones musicales súper sólidas de esos incómodos noviazgos ".

### Reconocimientos
Michele ha ganado varios premios por su interpretación de Rachel. En los Premios Satellite 2009, ganó el premio a la Mejor Interpretación por una Actriz en una Serie de Televisión Musical o de Comedia. Michele formó parte del elenco de Glee, que recibió el premio a la Mejor actuación de un conjunto en una serie de comedia en la 16.ª edición de los Premios del Sindicato de Actores. En 2010, Michele ganó los Premios NewNowNext por Brink of Fame: Actor. El papel también le ha valido a Michele numerosas nominaciones a los premios. En 2009, fue nominada para un Teen Choice Award en la categoría "Estrella revelación". Ese mismo año, Michele fue nominada para un Globo de Oro en la categoría de Mejor Actriz - Serie de Televisión Musical o Comedia, y un Premio Emmy por Mejor Actriz Protagónica en una Serie de Comedia. Recibió otra nominación al Premio Teen Choice en 2010 por "Choice TV Actriz: Comedia". Michele se incluyó en la lista de Time de las 100 personas más influyentes del mundo de 2010. Su cover de "All-American Rejects" "Gives You Hell" llegó a los 40 primeros en el Billboard 200 de los Estados Unidos. Michele aparece como cantante principal en 14 de las 20 canciones más vendidas del eleco de Glee partir de 2010. Ganó el People's Choice Award de 2012 y 2013 por la comedia de televisión favorita.
Michele fue nominada para dos premios Grammy en 2011. La primera para Mejor actuación pop de un dúo o grupo con voces ("Don't Stop Believin"), y la segunda para Mejor álbum de banda sonora de compilación para una película, televisión u otros medios visuales (Glee: The Music, Volumen 1).  Michele dijo sobre la primera nominación al Grammy: "Me gusta que sea para "Don't Stop Believin", que es para todo el elenco, para que todos podamos ir. Eso es simplemente increíble". Fue nominada de nuevo por Mejor actriz - serie de televisión musical o comedia en los Golden Globe Awards de 2011. El elenco de Glee también fue nominado para el Screen Actors Guild Award a la Mejor Interpretación en conjunto en Comedia Series en las ceremonias de 2011 y 2012.